# San Lorenzo (Alfa)
San Lorenzo è un singolo del cantautore italiano Alfa, pubblicato il 12 novembre 2020 come terzo estratto dal secondo album in studio Nord.

## Descrizione
Il singolo, scritto da Alfa, Yanomi, Alessandro La Cava, Federico Fabiano e Daniele Conti, tratta il tema del cambiamento di prospettiva sulla propria vita, proiettando i propri pensieri verso il futuro.
Il brano vede la partecipazione vocale della cantautrice Annalisa.

## Video musicale
Il videoclip del brano, diretto da William9, è stato pubblicato il 29 dicembre 2020 sul canale YouTube del cantautore.

## Tracce
Testi e musiche di Alfa, Yanomi, Alessandro La Cava, Federico Fabiano, Daniele Conti.
1. San Lorenzo (feat. Annalisa) – 3:22

## Classifiche
| Classifica (2021) | Posizione massima |
| ----------------- | ----------------- |
| Italia            | 53                |